# ارتم سوخوتسکیی
ارتم سوخوتسکیی (اوکراینی: Артем Михайлович Сухоцький؛ زادهٔ ۶ دسامبر ۱۹۹۲) بازیکن فوتبال اهل اوکراین است.
از باشگاه‌هایی که در آن بازی کرده‌است می‌توان به باشگاه فوتبال ماریوپول، باشگاه فوتبال اسلوان براتیسلاوا، باشگاه فوتبال چورنومورتس اودسا، باشگاه فوتبال دینامو کی‌یف، باشگاه فوتبال دینامو مینسک، و باشگاه فوتبال زوریا لوهانسک اشاره کرد.
وی همچنین در تیم‌های ملی فوتبال Ukraine national under-16 football team, Ukraine national under-17 football team، و Ukraine national under-18 football team بازی کرده‌است.